# 毛花柱杜鹃
毛花柱杜鹃（学名：Rhododendron lasiostylum）为杜鹃花科杜鹃花属下的一个种。

## 扩展阅读
維基物種上的相關：毛花柱杜鹃